# Équipe de Pologne des moins de 17 ans de football
Cet article traite de l'équipe masculine. Pour l'équipe féminine, voir Équipe de Pologne féminine de football des moins de 17 ans.
Maillots
L'équipe de Pologne de football des moins de 17 ans est constituée par une sélection des meilleurs joueurs polonais de moins de 17 ans sous l'égide de la Fédération de Pologne de football.

## Parcours

### Parcours en Championnat d'Europe
| - 1982 : Non qualifiée - 1984 : Non qualifiée - 1985 : Non qualifiée - 1986 : Non qualifiée - 1987 : Non qualifiée - 1988 : Non qualifiée - 1989 : Non qualifiée - 1990 : Troisième - 1991 : 1er tour - 1992 : Non qualifiée - 1993 : Vainqueur - 1994 : Non qualifiée - 1995 : 1er tour - 1996 : 1er tour - 1997 : 1er tour - 1998 : Non qualifiée - 1999 : Finaliste - 2000 : 1er tour - 2001 : 1er tour - 2002 : 1er tour - 2003 : Non qualifiée - 2004 : Non qualifiée - 2005 : Non qualifiée |  | - 2006 : Non qualifiée - 2007 : Non qualifiée - 2008 : Non qualifiée - 2009 : Non qualifiée - 2010 : Non qualifiée - 2011 : Non qualifiée - 2012 : Demi-finaliste - 2013 : Non qualifiée - 2014 : Non qualifiée - 2015 : Non qualifiée - 2016 : Non qualifiée - 2017 : Non qualifiée - 2018 : Non qualifiée - 2019 : Non qualifiée - 2020 - 2021 : Editions annulées - 2022 : 1er tour - 2023 : Demi-finaliste - 2024 : Quart de finaliste |

### Parcours en Coupe du monde
| - 1985 : Non qualifiée - 1987 : Non qualifiée - 1989 : Non qualifiée - 1991 : Non inscrite - 1993 : 4e - 1995 : Non qualifiée - 1997 : Non qualifiée - 1999 : 1er tour - 2001 : Non qualifiée - 2003 : Non qualifiée |  | - 2005 : Non qualifiée - 2007 : Non qualifiée - 2009 : Non qualifiée - 2011 : Non qualifiée - 2013 : Non qualifiée - 2015 : Non qualifiée - 2017 : Non qualifiée - 2019 : Non qualifiée - 2023 : 1er tour |

## Palmarès
- Championnat d'Europe de football des moins de 16 ans
  - Vainqueur en 1993

## Anciens joueurs
- Rafał Grzelak
- Wojciech Łobodziński
- Tomasz Kuszczak
- Sebastian Mila
- Radosław Matusiak
- Paweł Brożek
- Mirosław Szymkowiak
- Mariusz Kukiełka
- Marcin Drajer
- Artur Wichniarek
- Arkadiusz Radomski